# Nathalia Dill

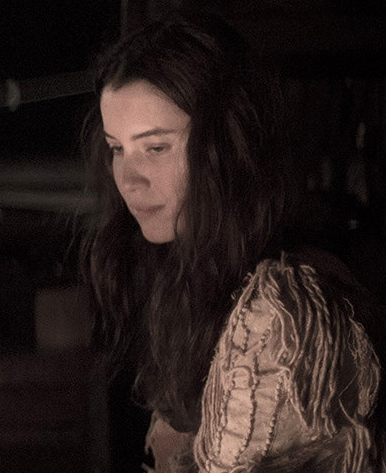
Nathalia Dill in Por Trás Do Céu (2014)

Nathalia Goyannes Dill Orrico (anhörenⓘ; * 24. März 1986 in Rio de Janeiro, Brasilien) ist eine brasilianische Schauspielerin.

## Filmografie (Auswahl)
- 2006: Mandrake
- 2007: Malhação
- 2007: Tropa de Elite
- 2008: Feliz Natal
- 2008: Apenas o Fim
- 2009: Paraíso
- 2009: Alguns Nomes do Impossível
- 2009: Dó Ré Mi Fábrica
- 2010: Escrito nas Estrelas
- 2011: Aline
- 2011: Cordel Encantado
- 2012: Avenida Brasil
- 2012: Paraísos Artificiais
- 2016: Por Trás do Céu